# Leichtathletik-Weltmeisterschaften 1999/110 m Hürden der Männer

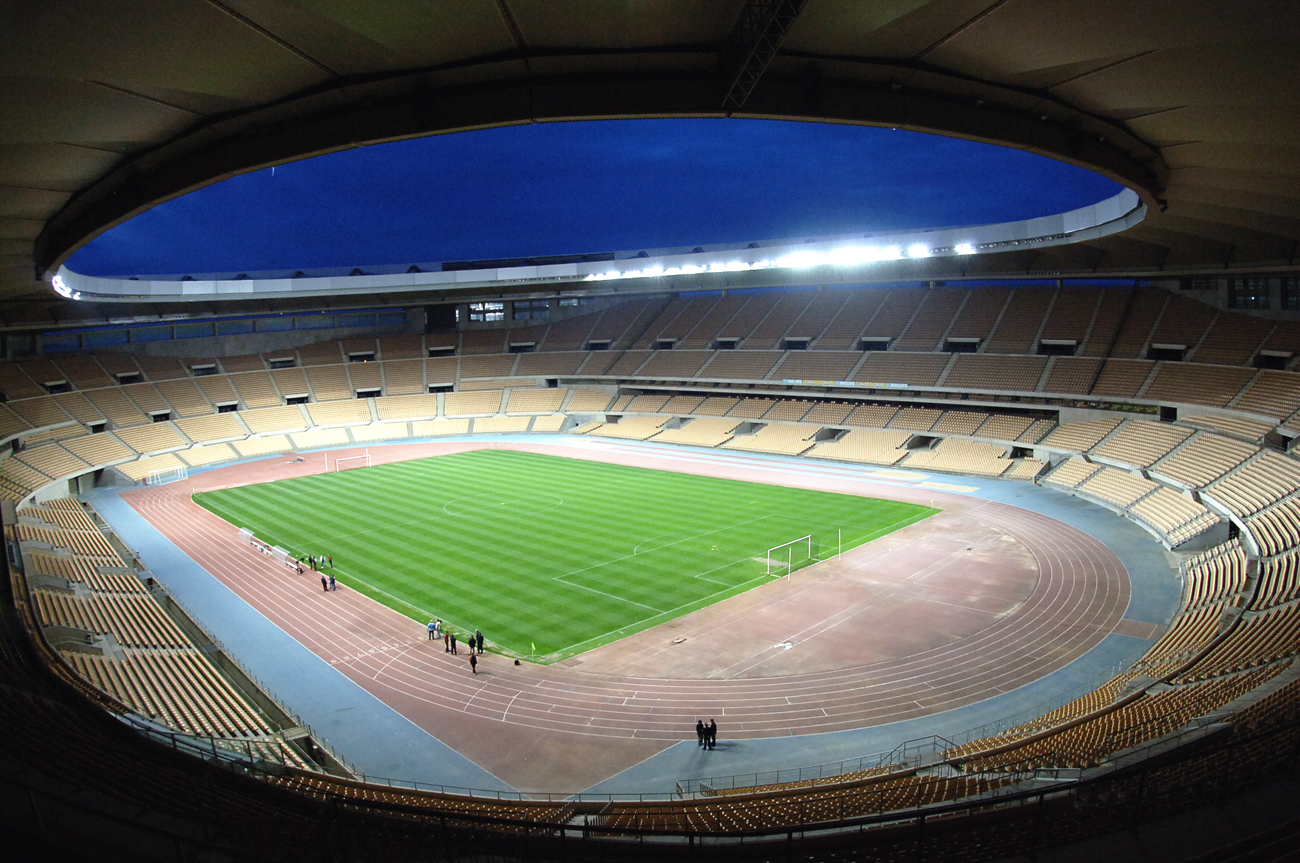
Das Olympiastadion von Sevilla im Jahr 2011

Der 110-Meter-Hürdenlauf der Männer bei den Leichtathletik-Weltmeisterschaften 1999 wurde vom 23. bis 25. August 1999 im Olympiastadion der spanischen Stadt Sevilla ausgetragen.
Es siegte der britische Weltmeister von 1993, Vizeweltmeister von 1997, WM-Dritte von 1987, Olympiazweite von 1988, dreifache Europameister (1990/1994/1998) und Weltrekordinhaber Colin Jackson. Der Kubaner Anier García errang dahinter mit Silber seine erste Medaille bei einem internationalen Großereignis. Bronze ging an den US-Amerikaner Duane Ross.

## Bestehende Rekorde
| Weltrekord | 12,91 s | Colin Jackson | WM 1993 in Stuttgart, Deutschland | 20. August 1993 |
| WM-Rekord  | 12,91 s | Colin Jackson | WM 1993 in Stuttgart, Deutschland | 20. August 1993 |

Der bestehende WM-Rekord wurde bei diesen Weltmeisterschaften nicht eingestellt und nicht verbessert.
Folgende fünf Landesrekorde waren zu verzeichnen:
- 13,42 s – Dudley Dorival (Haiti), 1. Vorlauf (23. August)
- 13,42 s – Dudley Dorival (Haiti), 2. Viertelfinale (23. August, Rekord egalisiert)
- 15,74 s – Arlindo Pinheiro (São Tomé und Príncipe), 4. Vorlauf (23. August)
- 13,58 s – Satoru Tanigawa (Japan), 1. Viertelfinale (23. August)
- 13,07 s – Anier García (Kuba), Finale (24. August)

## Vorrunde
5. August 1999, 17:35 Uhr
Die Vorrunde wurde in sechs Läufen durchgeführt. Die ersten vier Athleten pro Lauf – hellblau unterlegt – sowie die darüber hinaus acht zeitschnellsten Läufer – hellgrün unterlegt – qualifizierten sich für das Viertelfinale.

### Vorlauf 1
23. August 1999, 19:16 Uhr
Wind: −0,3 m/s
| Platz | Name                  | Nation      | Zeit (s) |
| ----- | --------------------- | ----------- | -------- |
| 1     | Duane Ross            | USA         | 13,39    |
| 2     | Dudley Dorival        | Haiti       | 13,42 NR |
| 3     | Florian Schwarthoff   | Deutschland | 13,50    |
| 4     | Robert Kronberg       | Schweden    | 13,62    |
| 5     | Hipólito Montesinos   | Spanien     | 13,74    |
| 6     | Márcio Simão de Souza | Brasilien   | 13,83    |
| 7     | Paul Sehzue           | Liberia     | 14,68    |

### Vorlauf 2
23. August 1999, 19:08 Uhr
Wind: +0,2 m/s
| Platz | Name                | Nation              | Zeit (s) |
| ----- | ------------------- | ------------------- | -------- |
| 1     | Mark Crear          | USA                 | 13,30    |
| 2     | Tomasz Ścigaczewski | Polen               | 13,54    |
| 3     | Chen Yanhao         | Volksrepublik China | 13,55    |
| 4     | Peter Coghlan       | Irland              | 13,64    |
| 5     | Luiz André Balcers  | Brasilien           | 13,84    |
| 6     | Adrian Woodley      | Kanada              | 13,95    |
| 7     | Ken-ichi Sakurai    | Japan               | 14,01    |

### Vorlauf 3
23. August 1999, 19:16 Uhr
Wind: −0,3 m/s
| Platz | Name           | Nation              | Zeit (s) |
| ----- | -------------- | ------------------- | -------- |
| 1     | Allen Johnson  | USA                 | 13,46    |
| 2     | Dan Philibert  | Frankreich          | 13,53    |
| 3     | Yoel Hernández | Kuba                | 13,53    |
| 4     | Igor Kováč     | Slowakei            | 13,63    |
| 5     | Steve Brown    | Trinidad und Tobago | 13,67    |
| 6     | William Erese  | Nigeria             | 13,76    |
| 7     | Victor Houston | Barbados            | 13,86    |

### Vorlauf 4

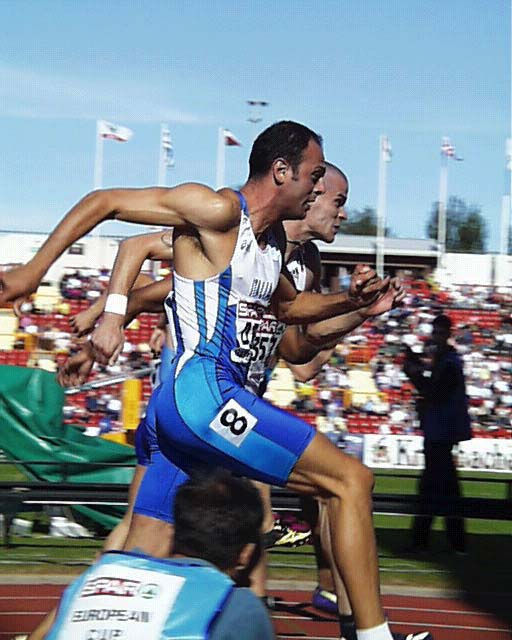
Emiliano Pizzoli schied in 13,79 s als Sechster seines Vorlaufs aus

23. August 1999, 19:24 Uhr
Wind: −0,4 m/s
| Platz | Name             | Nation                | Zeit (s) |
| ----- | ---------------- | --------------------- | -------- |
| 1     | Falk Balzer      | Deutschland           | 13,34    |
| 2     | Jonathan N’Senga | Belgien               | 13,44    |
| 3     | Robin Korving    | Niederlande           | 13,45    |
| 4     | Satoru Tanigawa  | Japan                 | 13,65    |
| 5     | Shaun Bownes     | Südafrika             | 13,65    |
| 6     | Emiliano Pizzoli | Italien               | 13,79    |
| 7     | Arlindo Pinheiro | São Tomé und Príncipe | 15,74 NR |

### Vorlauf 5
23. August 1999, 19:32 Uhr
Wind: −0,5 m/s
| Platz | Name               | Nation                       | Zeit (s) |
| ----- | ------------------ | ---------------------------- | -------- |
| 1     | Colin Jackson      | Großbritannien               | 13,19    |
| 2     | Staņislavs Olijars | Lettland                     | 13,28    |
| 3     | Tony Dees          | USA                          | 13,57    |
| 4     | Erik Batte         | Kuba                         | 13,62    |
| 5     | Jean-Marc Grava    | Frankreich                   | 13,64    |
| 6     | Jeff Jackson       | Amerikanische Jungferninseln | 13,64    |
| 7     | Andrey Kislykh     | Russland                     | 13,83    |

### Vorlauf 6
23. August 1999, 19:40 Uhr
Wind: ±0,0 m/s
| Platz | Name               | Nation         | Zeit (s) |
| ----- | ------------------ | -------------- | -------- |
| 1     | Anier García       | Kuba           | 13,40    |
| 2     | Elmar Lichtenegger | Österreich     | 13,50    |
| 3     | Kyle Vander-Kuyp   | Australien     | 13,55    |
| 4     | Ralf Leberer       | Deutschland    | 13,65    |
| 5     | Matti Niemi        | Finnland       | 13,66    |
| 6     | Andrea Giaconi     | Italien        | 13,71    |
| DNS   | Tony Jarrett       | Großbritannien |          |

## Viertelfinale
Aus den vier Viertelfinalläufen qualifizierten sich die jeweils ersten vier Athleten – hellblau unterlegt – für das Halbfinale.

### Viertelfinallauf 1
23. August 1999, 21:35 Uhr
Wind: −0,4 m/s
| Platz | Name                | Nation              | Zeit (s) |
| ----- | ------------------- | ------------------- | -------- |
| 1     | Duane Ross          | USA                 | 13,13    |
| 2     | Anier García        | Kuba                | 13,20    |
| 3     | Robin Korving       | Niederlande         | 13,30    |
| 4     | Peter Coghlan       | Irland              | 13,37    |
| 5     | Tomasz Ścigaczewski | Polen               | 13,54    |
| 6     | Satoru Tanigawa     | Japan               | 13,58 NR |
| 7     | Steve Brown         | Trinidad und Tobago | 13,62    |
| 8     | Matti Niemi         | Finnland            | 14,17    |

### Viertelfinallauf 2
23. August 1999, 21:43 Uhr
Wind: −0,2 m/s
| Platz | Name             | Nation              | Zeit (s)  |
| ----- | ---------------- | ------------------- | --------- |
| 1     | Colin Jackson    | Großbritannien      | 13,21     |
| 2     | Tony Dees        | USA                 | 13,29     |
| 3     | Jonathan N’Senga | Belgien             | 13,37     |
| 4     | Dudley Dorival   | Haiti               | 13,42 NRe |
| 5     | Chen Yanhao      | Volksrepublik China | 13,53     |
| 6     | Ralf Leberer     | Deutschland         | 13,54     |
| 7     | Kyle Vander-Kuyp | Australien          | 13,56     |
| 8     | William Erese    | Nigeria             | 13,65     |

### Viertelfinallauf 3

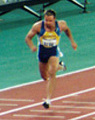
Robert Kronberg verpasste das Halbfinale als Fünfter seines Viertelfinallaufs in 13,56 s nur um einen Rang

23. August 1999, 21:51 Uhr
Wind: +0,2 m/s
| Platz | Name                | Nation      | Zeit (s)                    |
| ----- | ------------------- | ----------- | --------------------------- |
| 1     | Staņislavs Olijars  | Lettland    | 13,30                       |
| 2     | Elmar Lichtenegger  | Österreich  | 13,43                       |
| 3     | Erik Batte          | Kuba        | 13,48                       |
| 4     | Florian Schwarthoff | Deutschland | 13,50                       |
| 5     | Robert Kronberg     | Schweden    | 13,56                       |
| 6     | Jean-Marc Grava     | Frankreich  | 13,63                       |
| 7     | Hipólito Montesinos | Spanien     | 13,68                       |
| DSQ   | Mark Crear          | USA         | IAAF Rule 162.8 – Fehlstart |

### Viertelfinallauf 4

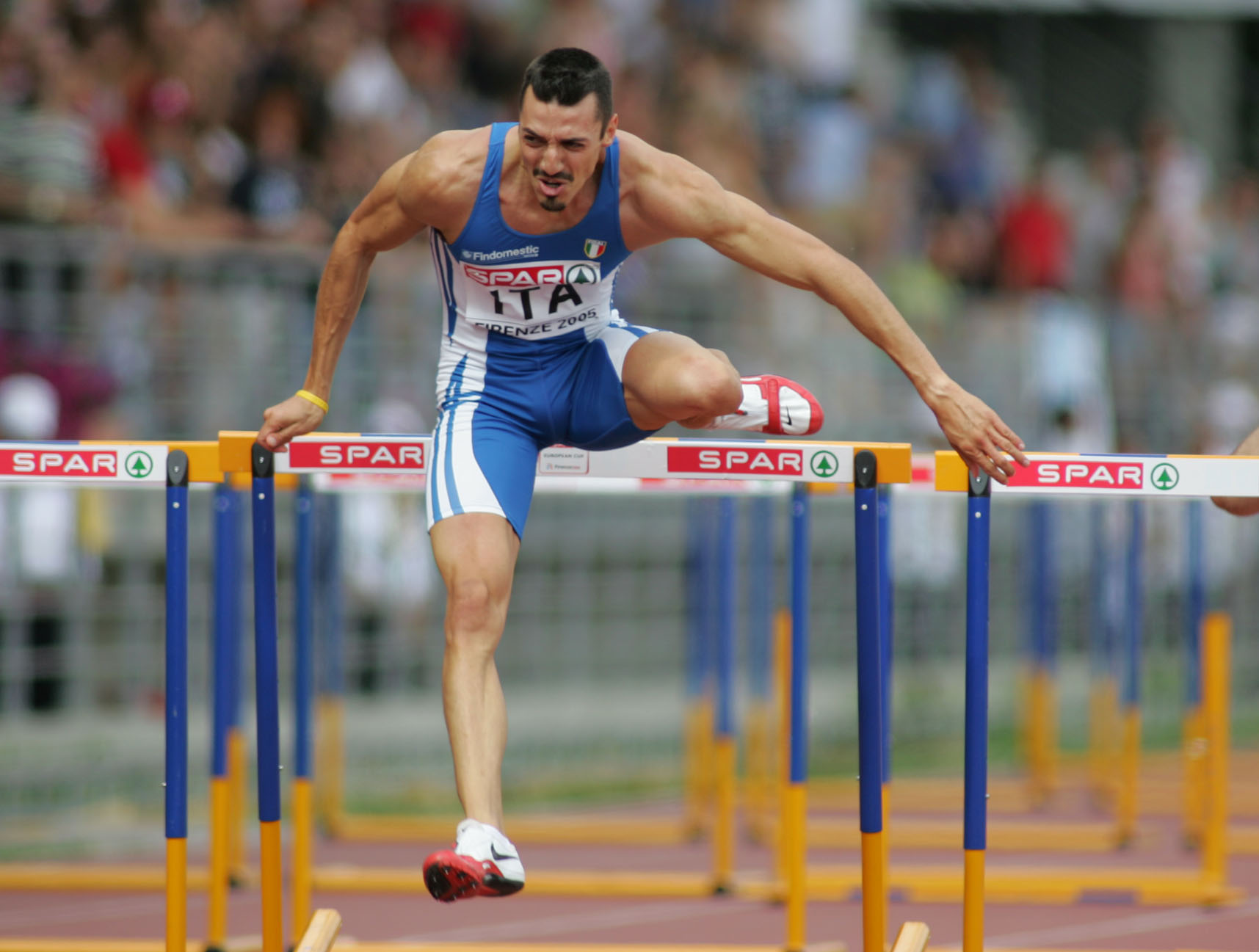
Andrea Giaconis 13,61 s reichten im vierten Viertelfinale nur zu Platz sechs – damit schied er aus

23. August 1999, 21:59 Uhr
Wind: +0,1 m/s
| Platz | Name           | Nation                       | Zeit (s) |
| ----- | -------------- | ---------------------------- | -------- |
| 1     | Yoel Hernández | Kuba                         | 13,35    |
| 2     | Falk Balzer    | Deutschland                  | 13,38    |
| 3     | Dan Philibert  | Frankreich                   | 13,47    |
| 4     | Allen Johnson  | USA                          | 13,48    |
| 5     | Igor Kováč     | Slowakei                     | 13,56    |
| 6     | Andrea Giaconi | Italien                      | 13,61    |
| 7     | Shaun Bownes   | Südafrika                    | 13,74    |
| 8     | Jeff Jackson   | Amerikanische Jungferninseln | 14,43    |

## Halbfinale
Aus den beiden Halbfinalläufen qualifizierten sich die jeweils ersten vier Athleten – hellblau unterlegt – für das Finale.

### Halbfinallauf 1

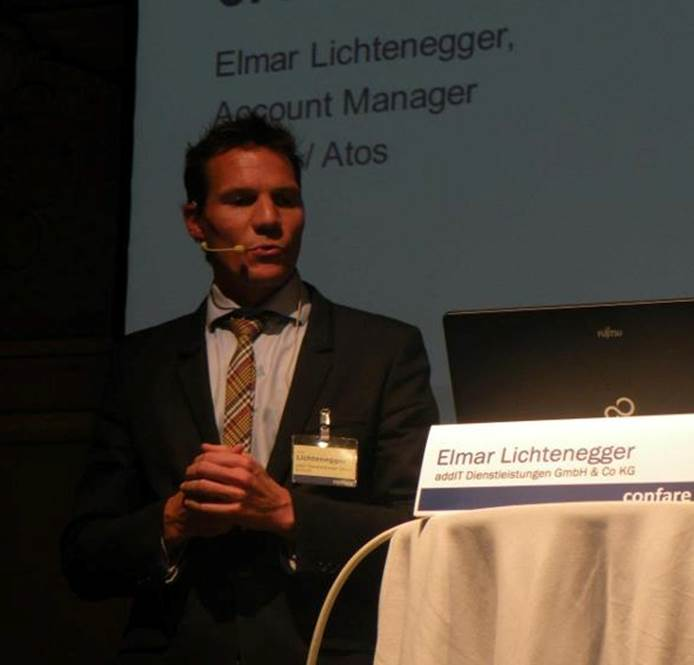
Elmar Lichtenegger (Foto: 2013) erreichte das Halbfinale und scheiterte dort als Achter seines Rennens in 13,52 s

24. August 1999, 19:35 Uhr
Wind: ±0,0 m/s
| Platz | Name                | Nation      | Zeit (s) |
| ----- | ------------------- | ----------- | -------- |
| 1     | Duane Ross          | USA         | 13,14    |
| 2     | Florian Schwarthoff | Deutschland | 13,30    |
| 3     | Yoel Hernández      | Kuba        | 13,32    |
| 4     | Falk Balzer         | Deutschland | 13,32    |
| 5     | Peter Coghlan       | Irland      | 13,35    |
| 6     | Erik Batte          | Kuba        | 13,40    |
| 7     | Robin Korving       | Niederlande | 13,45    |
| 8     | Elmar Lichtenegger  | Österreich  | 13,52    |

### Halbfinallauf 2

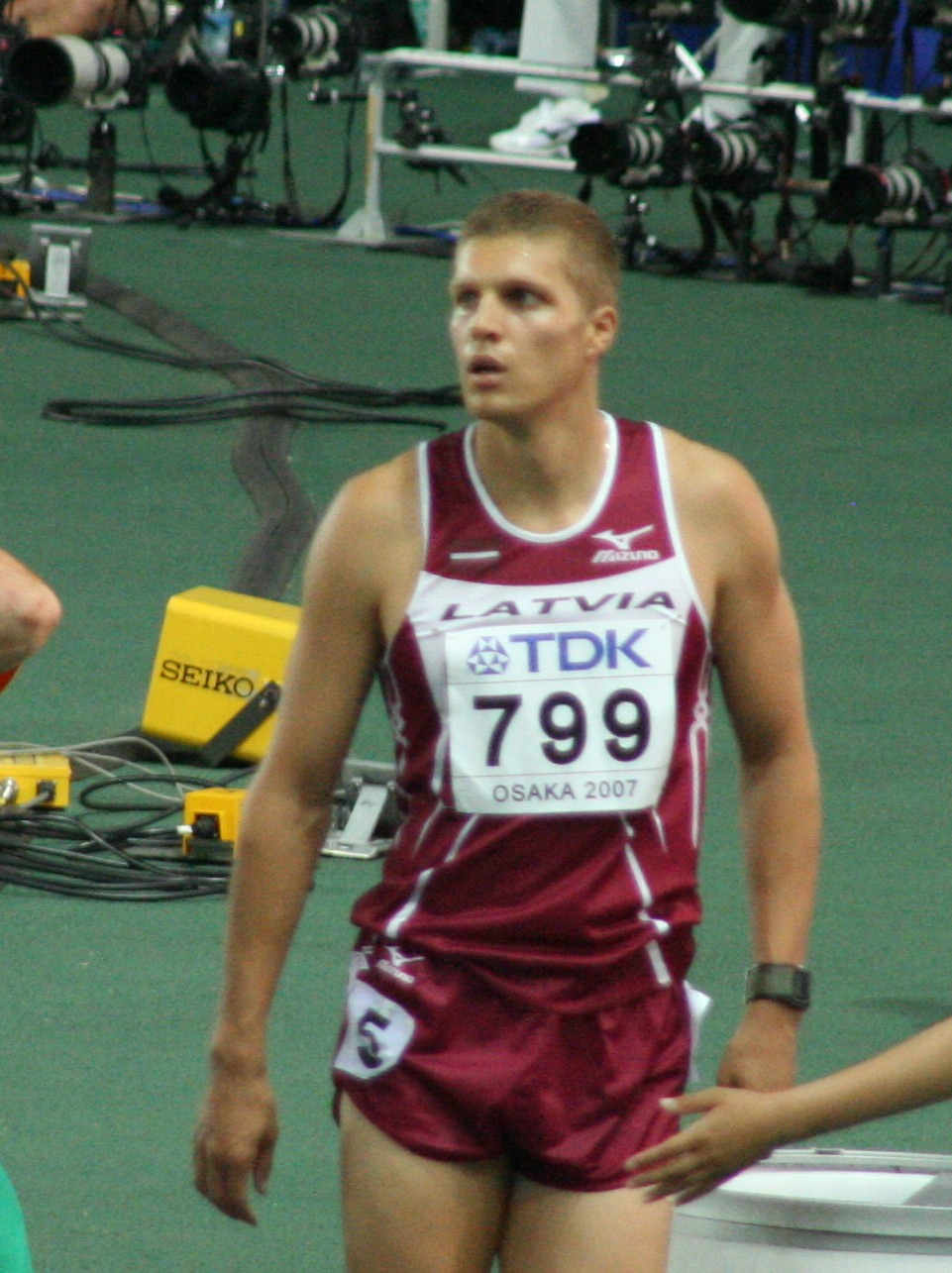
Staņislavs Olijars sechster Rang im zweiten Halbfinale in 13,70 s war zu wenig, um im Finale dabei zu sein
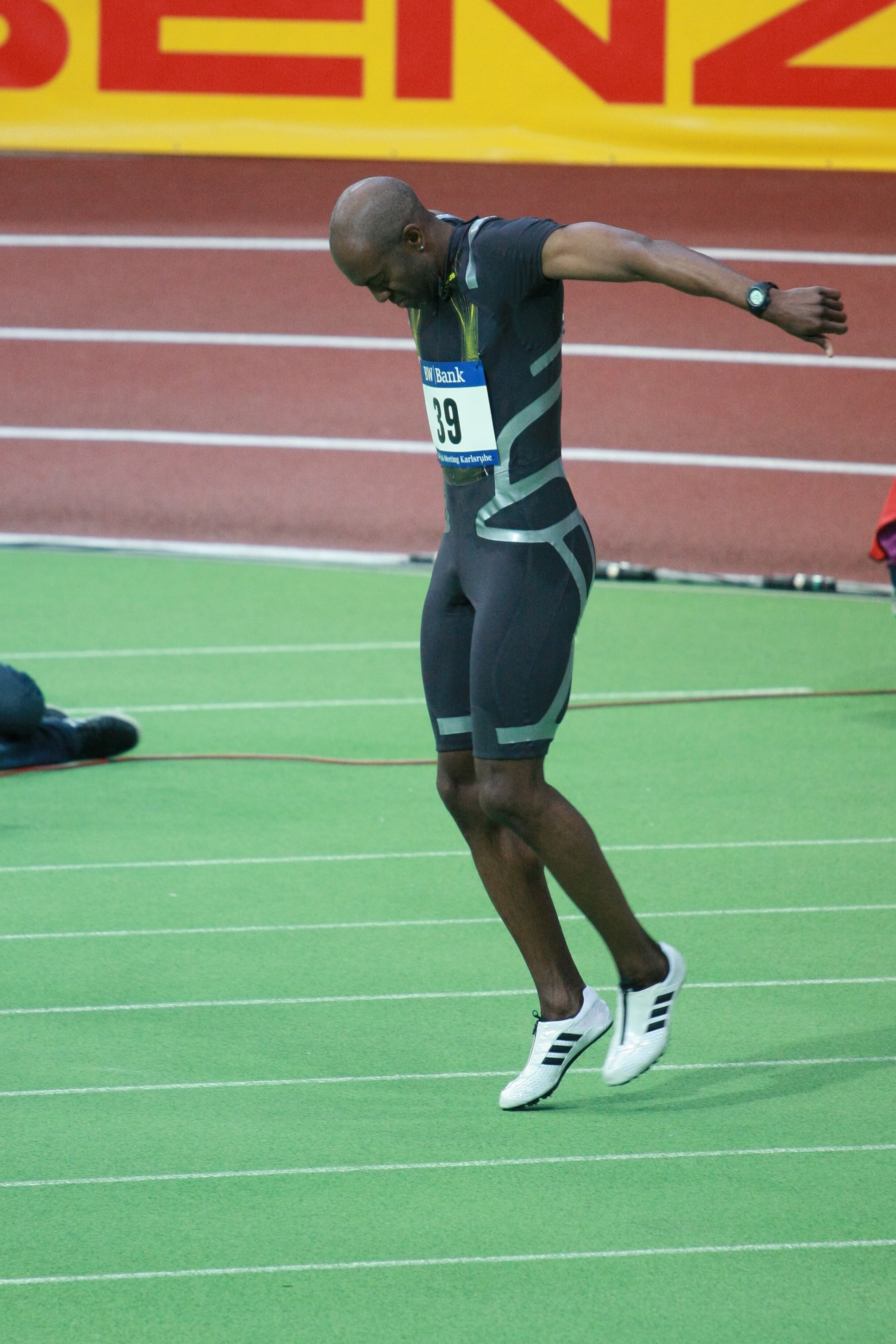
Titelverteidiger Allen Johnson trat zum Halbfinale nicht mehr an

24. August 1999, 19:43 Uhr
Wind: ±0,0 m/s
| Platz | Name               | Nation         | Zeit (s) |
| ----- | ------------------ | -------------- | -------- |
| 1     | Anier García       | Kuba           | 13,18    |
| 2     | Colin Jackson      | Großbritannien | 13,19    |
| 3     | Tony Dees          | USA            | 13,30    |
| 4     | Jonathan N’Senga   | Belgien        | 13,47    |
| 5     | Dan Philibert      | Frankreich     | 13,49    |
| 6     | Staņislavs Olijars | Lettland       | 13,70    |
| 7     | Dudley Dorival     | Haiti          | 13,86    |
| DNS   | Allen Johnson      | USA            |          |

## Finale
25. August 1999, 20:25 Uhr
Wind: +1,0 m/s
| Platz | Name                | Nation         | Zeit (s) |
| ----- | ------------------- | -------------- | -------- |
| 1     | Colin Jackson       | Großbritannien | 13,04    |
| 2     | Anier García        | Kuba           | 13,07 NR |
| 3     | Duane Ross          | USA            | 13,12    |
| 4     | Tony Dees           | USA            | 13,22    |
| 5     | Falk Balzer         | Deutschland    | 13,26    |
| 6     | Yoel Hernández      | Kuba           | 13,30    |
| 7     | Florian Schwarthoff | Deutschland    | 13,39    |
| 8     | Jonathan N’Senga    | Belgien        | 13,54    |

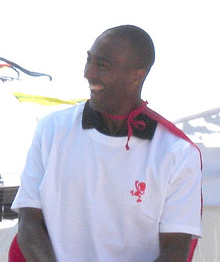
Der schon seit 1987 auf der internationalen Bühne äußerst erfolgreiche Colin Jackson wurde hier zum zweiten Mal Weltmeister

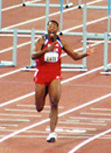
Vizeweltmeister Anier García – im kommenden Jahr Olympiasieger
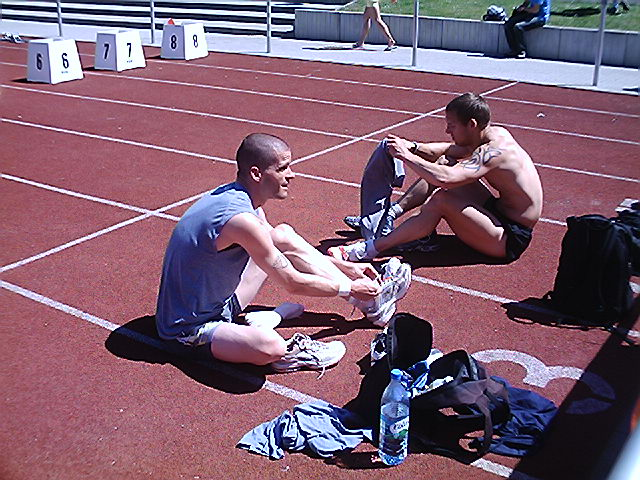
Falk Balzer (links) belegte Rang fünf
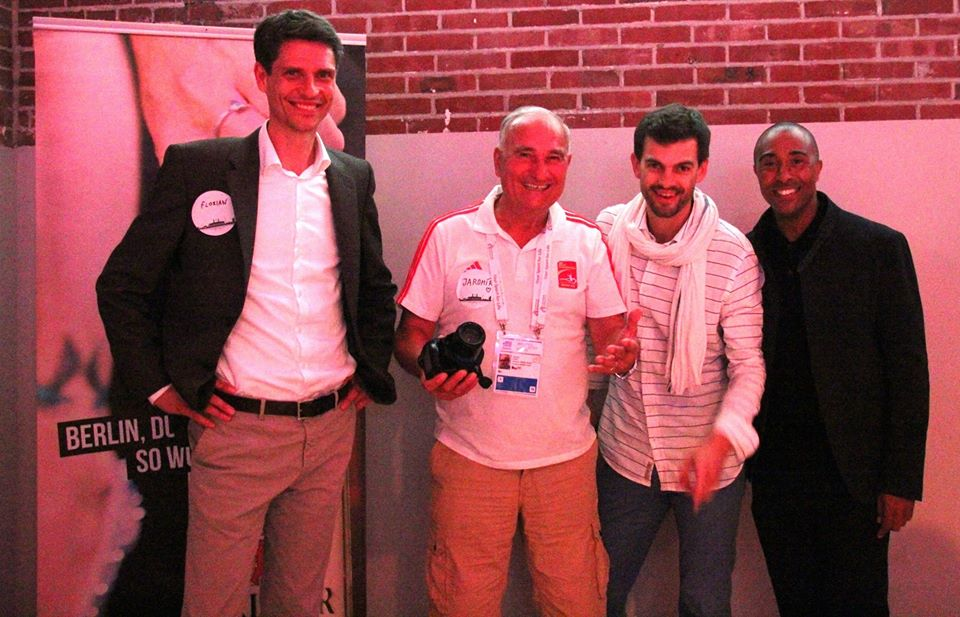
Florian Schwarthoff (ganz links), 1996 Olympiadritter und 1994 Vizeeuropameister, kam auf den siebten Platz (ganz rechts auf dem Foto: Weltmeister Colin Jackson)

## Video
- Men's 110m Hurdles Final World Athletics Champs Seville 1999 auf youtube.com, abgerufen am 14. Juli 2020